# Bertrand du Guesclin

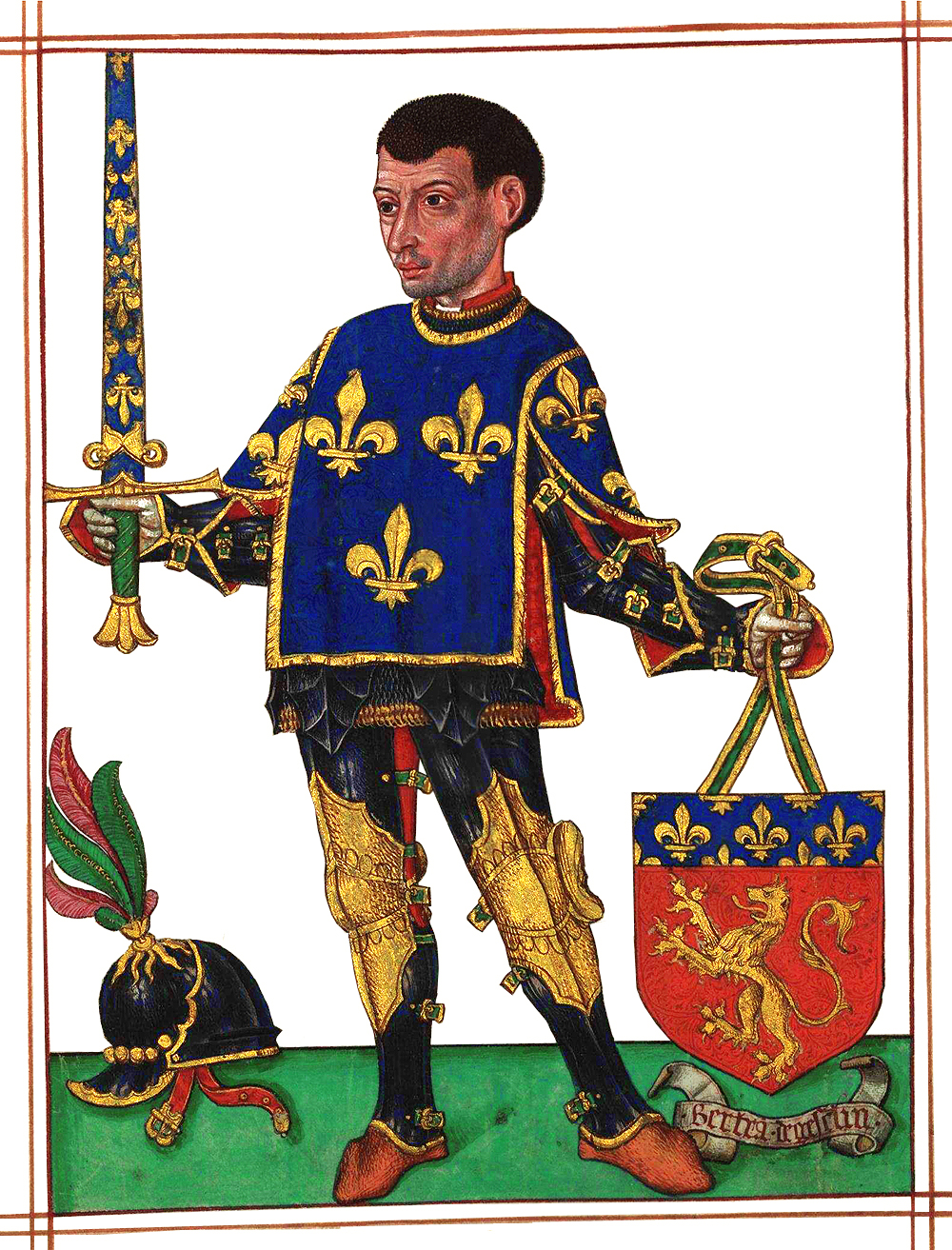
Darstellung Bertrand du Guesclins im Livro do Armeiro-Mor (1509)

Bertrand du Guesclin (* um 1320 in Schloss La Motte-Broons bei Dinan; † 13. Juli 1380 vor Châteauneuf-de-Randon/Auvergne) war ein bedeutender bretonischer Heerführer und Connétable von Frankreich. Dank seiner militärischen Erfolge im Hundertjährigen Krieg zwischen den Kronen Englands und Frankreichs ging er als ein „Ritter ohne Fehl und Tadel“ in die Legende ein und erlangte im kollektiven Gedächtnis der Franzosen den Status eines Nationalhelden. Nach Aussagen von Zeitgenossen war er ein ungewöhnlich hässlicher Mann, aber schon als Jüngling ein ebenso kräftiger wie brutaler Haudegen.

## Name

Wappen du Guesclins

Die korrekte Schreibung seines Namens steht übrigens nicht zweifelsfrei fest. Bei den Historikern hat sich zwar „du Guesclin“ durchgesetzt, doch heißt er in Texten des späten Mittelalters meist „Claquin“ oder, seltener, „Glaquin“. Er selbst zeichnete schlicht mit „Bertran“.

## Leben
Bertrand Du Guesclin kämpfte zunächst im Bretonischen Erbfolgekrieg (1341–1364) auf der Seite Karls von Blois, der, vom französischen König unterstützt, dem seinerseits mit den Engländern verbündeten Herzog Johann IV. von Montfort die Herrschaft streitig machte. Im Jahr 1357 tat er sich erstmals hervor, als er erfolgreich die Verteidigung der Stadt Rennes gegen englische Truppen leitete. Hiernach wurde er von Karl von Blois zum Kommandanten von Pontorson und des Mont Saint-Michel ernannt.
Um 1360 fungierte er als Oberbefehlshaber der Truppen Karls in der Normandie, im Anjou und im Maine. Nachdem er am 16. Mai 1364 in der Schlacht von Cocherel (heute Houlbec-Cocherel) König Karl den Bösen von Navarra, einen ebenfalls mit England verbündeten Thronrivalen des neuen französischen Königs Karl V., vernichtend geschlagen und damit seiner Hoffnungen auf die französische Krone beraubt hatte, wurde er von Karl V. zum Grafen von Longueville und Königlichen Kammerherrn erhoben.
Am 29. September 1364 geriet Du Guesclin in der Schlacht von Auray, in der Karl von Blois fiel, in die Gefangenschaft Johanns V. von Montfort. Das hohe Lösegeld (100.000 Francs), für das er von Karl V. freigekauft wurde, zeigt sein Ansehen schon zu dieser Zeit.

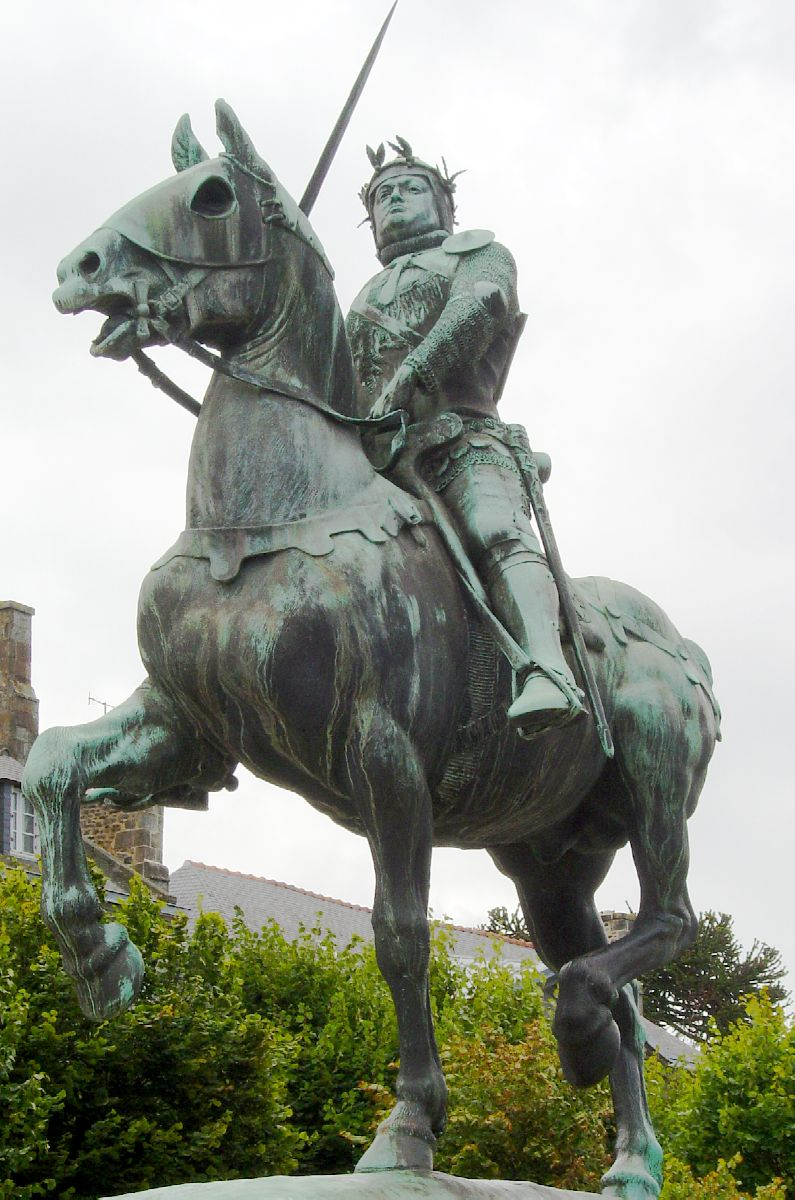
Reiterstandbild Bertrand du Guesclins in Dinan

Da der Krieg um die Bretagne durch den Tod Karls von Blois ein Ende gefunden hatte, wurde Du Guesclin 1365 von König Karl V. beauftragt, die beschäftigungslos in Frankreich marodierenden Söldnerhaufen (Grandes Compagnies) zu sammeln und nach Spanien zu führen. Dort sollten sie den Thronprätendenten Heinrich von Trastámara im Kampf um die Krone von Kastilien gegen seinen Halbbruder Peter I. unterstützen, der seinerseits mit England verbündet war und über die größte Kriegsflotte in Westeuropa verfügte.
Nach einer erfolgreichen Kampagne im Jahr 1366 wurden Heinrich und Du Guesclin 1367 von einem kastilisch-englischen Heer in der Schlacht von Nájera besiegt und der Letztere gefangen genommen. Vergebens hatte er, die taktische Überlegenheit der englischen Truppen unter dem Strategen Sir John Chandos und die Unzuverlässigkeit der zusammengewürfelten Truppen der eigenen Seite richtig einschätzend, von einer offenen Feldschlacht abgeraten und vorgeschlagen, sich im Gebirge zu verschanzen, die Pässe zu sperren und so einen weiteren englischen Vormarsch zu verhindern. Die Letzten, die bei Nájera den Engländern trotzten, waren Du Guesclin und seine Leute. Er deckte so auch den Rückzug Heinrichs, der sich lebend retten konnte, und ergab sich schließlich.
Wieder einmal von Karl V. freigekauft, schlug er Peter 1369 in der Schlacht von Montiel, vor der gleichnamigen Festung, vernichtend. Bei den anschließenden Verhandlungen zwischen den Halbbrüdern erlebte er ungerührt mit, wie Peter ermordet wurde. Von dem dankbaren Heinrich, nunmehr Heinrich II. von Kastilien, wurde er mit dem Titel Graf von Molina belohnt. Mit der nachfolgenden Unterstützung Frankreichs durch die kastilische Flotte hatte er auch das politische Ziel seiner Mission erreicht.

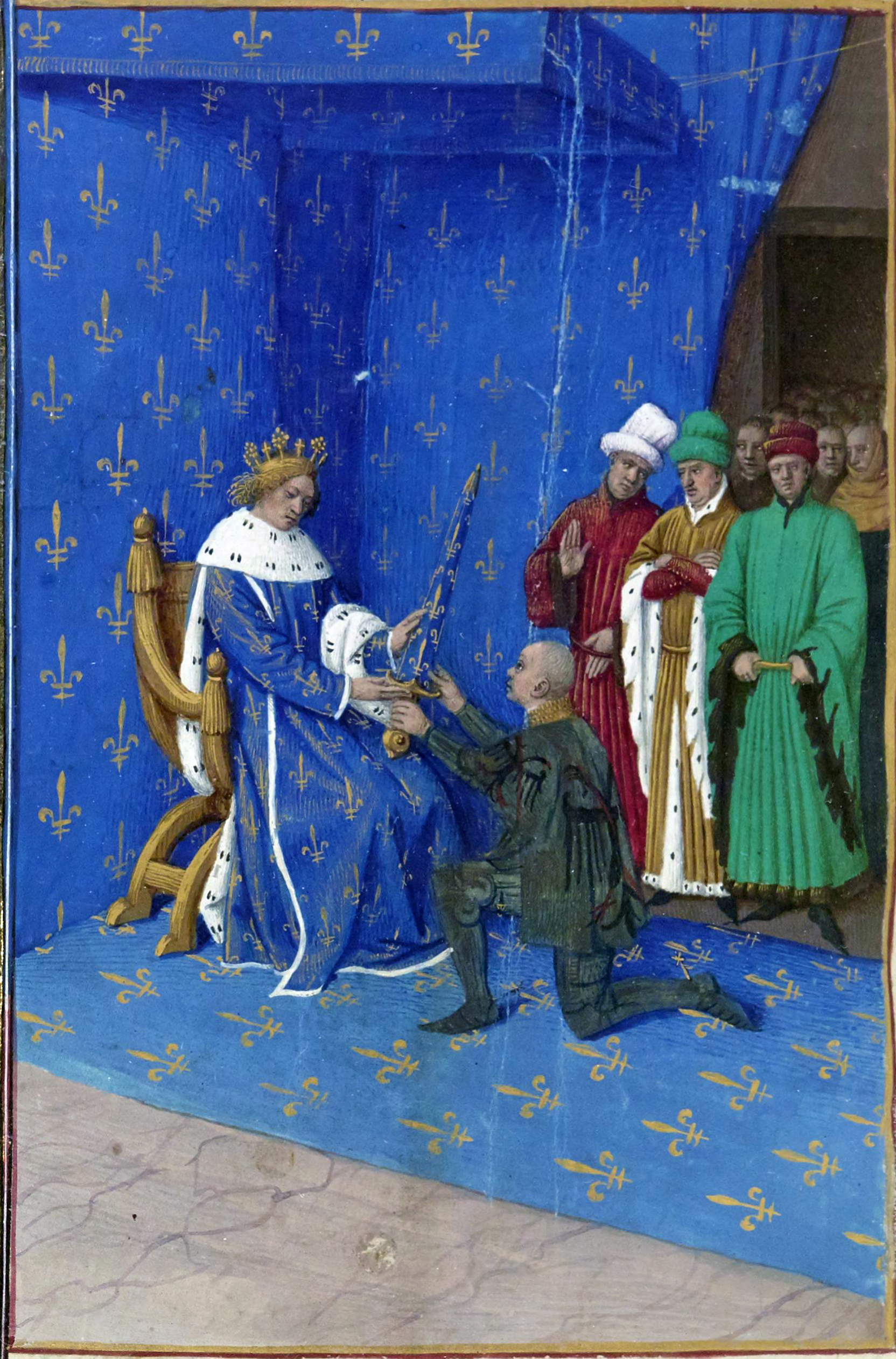
Bertrand du Guesclin erhält aus der Hand König Karls V. das Schwert des Connétable überreicht. (Jean Fouquet, 15. Jh.)

Bei seiner Heimkehr 1370 wurde Du Guesclin von Karl V. mit der Würde eines Connétable von Frankreich ausgezeichnet, d. h. dem höchsten militärischen Grad. In den folgenden zehn Jahren führte er einen taktisch klugen Zermürbungskrieg gegen die englischen Truppen im Land, der seinen Ruhm als Feldherr endgültig sicherte. Er nahm den Engländern Festung für Festung ab, nur Bordeaux, Cherbourg und Calais konnten sie halten.
Am 13. Juli 1380 erlag er während der Belagerung von Châteauneuf-de-Randon einem plötzlichen Tod, angeblich weil er, überhitzt, zu viel kaltes Wasser getrunken hatte. Er hatte den Wunsch geäußert, in seiner Heimat Dinan in der Bretagne begraben zu werden, doch wurde sein Leichnam aus praktischen Erwägungen nach dem Zeremoniell der „Getrennten Bestattung“ beigesetzt.

## Vier Grabstätten
Der Leichnam wurde für die Überführung konserviert, wobei die Eingeweide entnommen und in der Dominikanerkirche von Le Puy-en-Velay bestattet wurden. Die Konservierung war jedoch nicht erfolgreich und der Leichnam begann während der Überführung zu zerfallen. In Montferrand wurde das Fleisch schließlich entsprechend dem mos teutonicus von den Knochen gekocht und in der Franziskanerkirche des Ortes bestattet. Das Herz wurde vorher entnommen. Wegen der Verdienste du Guesclins um das Königreich ordnete der französische König Karl V. an, die Gebeine in der Königsgrablege von Saint-Denis bei Paris zu bestatten. Das Herz dagegen bestattete man nach seinem Wunsch in seiner bretonischen Heimat, in der Dominikanerkirche von Dinan; später verlegte man die Ruhestätte in die Kirche Saint Sauveur in Dinan.
Bei der Plünderung der Königsgräber von Saint-Denis während der Französischen Revolution wurde sein Grab am 20. Oktober 1793 geöffnet und ausgeraubt, seine sterblichen Überreste wurden in einem Massengrab außerhalb der Kirche beerdigt.

## Ehen
- 1361: Tiphaine Raguenel (um 1335–1373)
- 1374: Jeanne de Laval-Tinténiac (um 1360–1433)

Beide Ehen blieben kinderlos.